# پاول هوبشمید
پاول هوبشمید (انگلیسی: Paul Hubschmid؛ ۲۰ ژوئیهٔ ۱۹۱۷ – ۳۱ دسامبر ۲۰۰۱) یک هنرپیشه اهل سوئیس بود. 
از فیلم‌ها یا برنامه‌های تلویزیونی که وی در آن نقش داشته است می‌توان به خاکسپاری در برلین اشاره کرد.